# Lekkoatletyka na Letnich Igrzyskach Paraolimpijskich 2004 – skok w dal kl. F12 mężczyzn
W  konkursie Skoku w dal kl. F12 (zawodnicy niedowidzący) mężczyzn podczas Letnich Igrzysk Paraolimpijskich 2004 rywalizowało ze sobą 19 zawodników.

## Wyniki

### Finał
| Poz. | Zawodnik            | Narodowość                   | Rezultat | Uwagi |
| ---- | ------------------- | ---------------------------- | -------- | ----- |
| 1    | Oleg Panyutin       | Azerbejdżan                  | 7.25     | WR    |
| 2    | Hilton Langenhoven  | Południowa Afryka            | 7.03     |       |
| 3    | Duan Qifeng         | Chiny                        | 7.00     |       |
| 4    | Oduver Daza         | Wenezuela                    | 7.00     |       |
| 5    | Stephane Bozzolo    | Francja                      | '6.91    |       |
| 6    | Matthias Schroeder  | Niemcy                       | 6.83     |       |
| 7    | Igor Gorbenko       | Ukraina                      | 6.70     |       |
| 8    | Ivan Kytsenko       | Ukraina                      | 6.56     |       |
| 9    | Juan Viedma         | Hiszpania                    | 6.55     |       |
| 10   | Fernando Gonzalez   | Kuba                         | 6.52     |       |
| 11   | Marcin Wesołowski   | Polska                       | 6.44     |       |
| 12   | Enrique Cepeda      | Kuba                         | 6.38     |       |
| 13   | Joerg Trippen       | Niemcy                       | 6.37     |       |
| 14   | Javier Martin       | Hiszpania                    | 6.36     |       |
| 15   | Kurt van Raefelghem | Południowa Afryka            | 6.35     |       |
| 16   | Daniel Moreno       | Hiszpania                    | 6.34     |       |
| 17   | Abdulhadi Al Yousef | Zjednoczone Emiraty Arabskie | 6.14     |       |
| 18   | Ruslan Sivitski     | Białoruś                     | 6.10     |       |
| 19   | Milos Grlica        | Serbia i Czarnogóra          | 5.19     |       |